# (994) Otthild
(994) Otthild – planetoida z pasa głównego asteroid okrążająca Słońce w ciągu 4 lat i 9 dni w średniej odległości 2,53 au. Została odkryta 18 marca 1923 roku w Landessternwarte Heidelberg-Königstuhl w Heidelbergu przez Karla Reinmutha. Nazwa pochodzi od imienia żeńskiego. Przed jej nadaniem planetoida nosiła oznaczenie tymczasowe (994) 1923 NL.